# Eric Brunner (cyclisme)
Pour le joueur américain de soccer, voir Eric Brunner. Pour les homonymes, voir Brunner.
Eric Brunner, né le 1er décembre 1998 à Boulder, est un coureur cycliste américain, spécialiste du cyclo-cross.

## Palmarès en cyclo-cross
- 2015-2016
  -  Médaillé de bronze du championnat panaméricain de cyclo-cross juniors
  - 3e du championnat des États-Unis de cyclo-cross juniors
- 2017-2018
  -  Médaillé d'argent du championnat panaméricain de cyclo-cross espoirs
  - 2e du championnat des États-Unis de cyclo-cross espoirs
- 2018-2019
  - Major Taylor Cross Cup #2, Indianapolis
  -  Médaillé d'argent du championnat panaméricain de cyclo-cross espoirs
  - 3e du championnat des États-Unis de cyclo-cross espoirs
- 2019-2020
  -  Champion des États-Unis de cyclo-cross espoirs[1]
  - US Open of Cyclocross #2, Boulder City
  -  Médaillé de bronze du championnat panaméricain de cyclo-cross espoirs
- 2021-2022
  -  Champion panaméricain de cyclo-cross
  -  Champion des États-Unis de cyclo-cross
  - USCX Cyclocross Series #7 Kings CX Day 1, Mason
  - New England Cyclocross Series #3 - Really Rad Festival of Cyclocross Day 1, Falmouth
  - New England Cyclocross Series #4 - Really Rad Festival of Cyclocross Day 2, Falmouth
- 2022-2023
  -  Champion panaméricain de cyclo-cross
  - USCX Series #7 - Really Rad Festival Day 1, Falmouth
  - USCX Series #8 - Really Rad Festival Day 2, Falmouth
  - The Northampton International Day 1, Northampton
  - The Northampton International Day 2, Northampton
  - 2e du championnat des États-Unis de cyclo-cross
- 2023-2024
  -  Champion panaméricain de cyclo-cross
  -  Champion des États-Unis de cyclo-cross
  - Major Taylor Cross Cup Day 2, Indianapolis
  - Thunder Cross, Missoula
  - Nash Dash Day 1, Hampton
  - Nash Dash Day 2, Hampton
- 2024-2025
  -  Champion panaméricain de cyclo-cross
  - USCX Series #5 - Charm City Cross Day 2, Baltimore
  - Kings CX Day 1, Mason
  - Kings CX Day 2, Mason
  - North Carolina Grand Prix Day 1, Hendersonville
  - North Carolina Grand Prix Day 2, Hendersonville
  - 2e du championnat des États-Unis de cyclo-cross

## Palmarès sur route

### Par année
- 2018
  - 1re étape de la Baker City Cycling Classic
  - Longmont Criterium
- 2019
  - 3e du championnat des États-Unis du critérium espoirs
- 2022
  - 3e de la Redlands Bicycle Classic
- 2025
  - 1re étape du Tour de Murrieta
  - 1re (contre-la-montre) et 4e étapes du Tour of the Gila
  - 2e du Tour of the Gila

### Classements mondiaux
| Année                                 | 2018  |
| ------------------------------------- | ----- |
| Classement mondial                    | 2994e |
| UCI America Tour                      | 409e  |
|                                       |       |
| Légende : nc = non classéSource : UCI |       |